# 霍默·辛普森
荷馬·杰伊·辛普森（Homer Jay Simpson）是美国電視動畫《辛普森一家》中的一名虚构角色，辛普森一家五口中的父亲，由丹·卡斯泰拉内塔配音。在众多的辛普森卡通人物中，霍默可能是最受欢迎的成员之一，他的口头禅“D'oh!”还被收录进了牛津英语词典。荷馬一名取自《辛普森一家》创始人马特·格勒宁父亲的名字。
荷馬是部分美国工人阶级的典型代表：粗鲁、超重、无能、心胸狭窄、笨拙、粗心与酗酒。尽管过着蓝领般的日子，霍默却有着许许多多不平凡的事迹。虽然他贪食、懒惰、常惹事故且非常愚蠢，但却偶尔能展现出自身的才智与真实价值，譬如对自己家人的热爱及保护。英国报章《泰晤士报》将他评述为“我们时代中最伟大的喜剧作品”。

## 《辛普森一家》中的角色

### 传记

年轻时的霍默

《辛普森一家》中的角色年龄固定在1989年時的年齡，但所处环境却是现代。在剧中，霍默出生于1956年5月12日，由居住在农场的父母亚伯拉罕与莫娜·辛普森抚养长大。在1960年代中期，当霍默大约是9到12岁时，莫娜为了躲避一场法律纠纷而隐世埋名。在上春田镇高中的时候，霍默与玛琦·布维尔相识并陷入爱河。1981年，玛琦怀上了長子巴特，当时霍默在一处小高尔夫球场工作。两人在横跨州界的一所小教堂中举行了婚礼，并在一处卡车加油站举办了婚宴，而那天晚上的剩余时间则在玛琦的父母家度过。在从春田镇核电站谋职失败后，霍默離開玛琦去寻找一份能养活全家的工作。他曾經短暂地在一家名为“Gulp n' Blow”的墨西哥餐廳裏工作，直到后来玛琦找到他并说服他回家。结果，霍默找到了蒙哥马利·伯恩斯并从他那裡获得了一份在核电站的工作。1983年，在这对新婚夫妇搬到第一所房子后不久，玛琦怀上了長女莉萨。在1985年和1986年，霍默在“Be Sharps”理发店四重唱中担当主唱和作曲家，甚至还得过一次艾美奖。在这段时期，霍默经常不在家中，这让他的婚姻陷入了危机。当组合因为创作分歧而散伙后，霍默回到了春田镇重新开始原来的生活。 在1980年代后期的某个时候，霍默获得了一份在保龄球场当一名球童的工作，但不幸的是，在他开始新工作后不久玛琦又怀上了次女玛吉，由于新工作无法养活全家，霍默於是回到了核电站重拾旧业。
根据《辛普森一家》DVD中的作者与制片人的解说，霍默的年龄最初是34岁，後來他们将他的年龄修改为38岁；不过，这与《霍默之书》（The Homer Book）中的介绍相矛盾，最後将霍默的年龄设定为36岁。“Springfield Up”一集记录春田镇的人们每隔八年的生活，以展示出他们的成长历程：记录于霍默（与其他人）8岁开始回溯时，并继续回溯他在16、24、32与40岁时的情景。

### 个性

霍默与母亲重逢

霍默是一个經常犯蠢、性格懒惰和容易暴怒的人。他經常展现出低智商的行为(他的智商比牛還要低），导演戴维·西尔弗曼对他的评价是“在愚蠢中的创造力爆发”。他懒散于自己的工作，体重超标且“专心于口腹之欲”。霍默經常因為一时冲动而将注意力短暂地集中于某一事物上，这解释了他对各种各样的业余爱好与事业产生的短暂热情，但“当事情变坏后便改变自己的主意” 霍默有感情易于爆发的倾向；他非常嫉妒自己的邻居弗兰德一家，且經常在被長子巴特激怒后掐他的脖子。他从未对自己的这些行为感到良心不安，也从不向外人掩饰自己的所作所为，他甚至还多次忽视自己的孩子，例如某次将巴特独自留在一处港口中。这些行为可以归因于霍默没有意识到自己的责任。
尽管霍默不经大脑的行为经常把一家人闹得天翻地覆，他有时也会令人惊讶地展现出自己作为父亲与丈夫的责任：在“Lisa the Beauty Queen”一集中，霍默卖掉了中奖获得的飞艇观光票，用换来的钱为莉萨买到了一张选美赛的入场券；在“Rosebud”中，霍默为了保住玛吉心爱的泰迪熊而放弃了自己获得财富的机会；在“Radio Bart”中，尽管对体力劳动深恶痛绝，当巴特掉到井里后还是霍默带头把他挖了出来；在“A Milhouse Divided”中，玛琦要与霍默离婚，但霍默却安排了一场隆重的第二次婚礼来弥补第一次的不足，他甚至还请到了杜比兄弟组合中的一员来为婚礼奏乐。最后，这场“结婚仪式”变假为真，两人重归于好。
霍默曾經盗接过有线电视，从当地的高尔夫球练习场偷过高尔夫球，从核电站偷过办公用品（包括计算机），还从莫的酒馆偷过啤酒杯。而且，在与“Sprawl-Mart”的其他员工一同值夜班时，他还用一辆叉式升降机从商店里偷走了几台等离子电视。
由于遗传的“辛普森基因”、酗酒的习惯、暴露在核辐射下的工作环境、反复受外伤的脑部以及插着一根蜡笔的大脑额叶，霍默的智商十分低。当医生为霍默摘除了插在大脑上的蜡笔后，他的智商在猛增50点后达到了105，迈入了正常人的范围，但正常的智商却没能给霍默带来快乐，最后他决定再将蜡笔插回去，重新将自己的智商降回原来的55。霍默的大脑仍在运作的部分也无法确定：在剧中，霍默在一场昏迷中失去了5%的脑细胞，还曾經因為核电站和一根砸在头上的管子失去了20%的脑细胞。霍默经常为自己的智力作辩护，这些时刻大多以画外音的形式出现。大脑给霍默作的建议是时好时坏的：要不给出正确的决定（例如“Mr. Plow”一集中，霍默隐瞒了莫的酒馆的商业类型来愚弄保险公司），要不就让他彻底地失败（例如“Bart vs. Australia”一集，大脑许诺他，如果签写一份账单来掩盖巴特的长途通话费的话，便会产生“更多的脑内啡”来取悦他）。

## 角色

### 创造
马特·格勒宁在詹姆斯·L·布鲁克斯办公室的休息厅中首次构思出了辛普森一家的形象。当时布鲁克斯要他为《特蕾西·厄尔曼秀》制作一出动画短剧系列，以作为广告和动画之间的转场。他最初打算使用自己的《地狱生活》系列；但当他了解到自己会失掉《地狱生活》角色的所有权后，格勒宁决定另创一批新的角色来替代：这便是后来《辛普森一家》里的角色。他匆忙绘制出了这一家五口的草图，并用自己家族成员的名字分别给他们命名：霍默的名字来自格勒宁的父亲。1987年4月19日，霍默和辛普森一家子在厄尔曼短剧的“Good Night”中登场。 霍默的中名“杰伊” 也就是简写“J”，取自马特·格勒宁小时候最喜欢的动画片《波波鹿与飞天鼠》中的动画角色布尔温克·J·穆斯。

### 配音
霍默一角由丹·卡斯泰拉内塔配音。在辛普森短剧中，霍默的声音与后来在《辛普森一家》中的声音大不相同。起初他的声音给人以沃尔特·马修式的散漫印象；不过，在《辛普森一家》的第二与第三季时，他的声音开始更富于活力与幽默感，这让霍默能表现出更丰富的情感。 卡斯泰拉内塔改变霍默声音的另一个原因是，他无法在长达9到10个小时的配音录制中一直保持住马修式的风格，这迫使他不得不寻找一个较轻松的风格。 在《明星心语》采访《辛普森一家》的配音演员时，卡斯泰拉内塔表示霍默的声音源于自己父亲的那种华而不实的语调。

## 评价
2003年5月30日，加拿大缅尼托巴省省会温尼伯市为了纪念马特·格勒宁来自温尼伯市的父亲霍默·格勒宁，授予了霍默·辛普森温尼伯市荣誉市民的称号。
在电视指南于2002年评出的50名最伟大的动画角色中，霍默·辛普森仅次于兔八哥而排在第二名。2005年，美国Bravo电视网评出的100位最伟大的电视角色中，霍默·辛普森位居第五，且是该名单中出现的唯一四名卡通角色之一。 在英国第四台举行的史上最伟大电视角色评选中，英国电视观众将他评为第一名。 2007年，美国《娱乐周刊》在“50个最伟大的电视偶像”中将霍默·辛普森列为第九位。

## 文化影响
《辛普森一家》被推荐作为现代大学中社会学教学使用的案例。 在（非学术性的）《辛普森一家与哲学：霍默之D'oh！》一书中，有一章专门从亚里士多德的德性伦理学观点来分析霍默的角色。

### 霍默·辛普森综合症
有一项为发现体重和大脑功能间的联系而对2,000多名法国中年人进行的长达五年的研究，其成果被戏称为“霍默·辛普森综合症”。 结果表明，BMI为20的人群（较健康的人群）在单词记忆测试中平均能记住16个单词中的9个；同时，BMI为30的人群（超重的人群）平均只能记住16个单词中的7个。

### D'oh
2002年，《牛津英语词典》将霍默最流行的一句口头禅“D'oh!”收录其中（但没有带d与o之间的撇号）。“D'oh”这一口语现在是二十世纪福克斯的声音商标。
在剧本中，通常会用“(annoyed grunt)”（生气的咕哝声）来代替这个单词，有几集动画的官方标题中也是如此拼写的。
当霍默的配音演员丹·卡斯泰拉内塔首次被要求用一个声音表达惊呼时，他发出了一串拖长的“doooh”音，他的灵感来自于苏格兰的大胡子演员吉米·芬利森，后者曾出演过33部劳莱与哈台的电影，并习惯用“doooh!”这个词语来婉转表示脏话“Damn!”。 节目的创作人马特·格勒宁觉得这个词再短一些会更适合动画的节奏，于是卡斯泰拉内塔将其缩短为了“D'oh!”

## 相关商品
许多《辛普森一家》的出版品、玩具与其它商品中都包括了霍默，这从一个侧面证明了他的流行程度。霍默是《辛普森漫画》系列裡的中心角色。 有一本书专门描写了霍默的个性并分析了原因。 除此之外，与霍默·辛普森有关的商品还包括开瓶器、闹钟等小用品。